# Bruce Donald
Pour les articles homonymes, voir Donald.
Ne doit pas être confondu avec Donald Bruce.
Bruce Randall Donald (né en 1958) est un informaticien et biologiste computationnel américain. Il est le James B. Duke Distinguished Professor (en) (titre honorifique) d'informatique et de biochimie à l'université Duke. Il a apporté de nombreuses contributions à plusieurs domaines de l'informatique, tels que la robotique, les systèmes microélectromécaniques (MEMS), les algorithmes géométriques et physiques et la géométrie computationnelle, ainsi qu'à des domaines de la biologie moléculaire structurale et de la biochimie, tels que la conception et la détermination de la structure des protéines et la chimie computationnelle.

## Vie et carrière
Donald obtient un BA summa cum laude en langue et littérature russes de l'Université Yale en 1980. Après avoir travaillé au Laboratoire d'infographie et d'analyse spatiale de la Graduate School of Design de l'Université Harvard, il fréquente ensuite le MIT EECS, où il obtient son Master of Science en EECS (1984) et son doctorat en informatique (1987) sous la supervision du professeur Tomás Lozano-Pérez au MIT AI Lab (Artificial Intelligence Laboratory). Il rejoint le Département d'informatique de l'Université Cornell en tant que professeur adjoint en 1987.
Bruce Donald est titularisé en 1993, il est ensuite professeur associé d'informatique dans cette même université jusqu'en 1998. Pendant son congé sabbatique à l'Université Stanford (1994-1996), il travaille à l'incubateur de recherche et développement et de technologie de Paul Allen, Interval Research Corporation (1995-1997), où, avec Tom Ngo, ils co-inventent Embedded Constraint Graphics,. Après avoir déménagé à Dartmouth, Donald est professeur d'informatique au Dartmouth College jusqu'en 2006. A cette date il part à l'Université Duke. Actuellement, Donald est le James B. Duke Distinguished Professor (en) d'informatique, de chimie et de biochimie au Trinity College of Arts and Sciences de l'Université Duke et à la faculté de médecine du Duke University Medical Center.
Il est membre de l'Association for Computing Machinery (ACM) et de l'IEEE. Auparavant, il a été lauréat de la bourse Guggenheim (2001-2002) et reçoit le prix Presidential Young Investigator Award de la National Science Foundation (1989-1994). En 2015, il est élu membre de l'American Association for the Advancement of Science (AAAS) pour ses contributions à la biologie moléculaire computationnelle.

## Travaux
Les premières recherches de Donald portent sur la planification des mouvements robotiques et la manipulation distribuée. Plus tard, il apporte de nombreuses contributions aux MEMS et à la microrobotique, et conçoit des microrobots de dimensions 60 μm par 250 μm par 10 μm.
Récemment, il mène des recherches dans les domaines de la biologie moléculaire structurale, principalement sur la conception et la détermination de la structure des protéines à partir de données RMN. Il développe de nombreux algorithmes pour la conception des protéines qui sont testés avec succès expérimentalement en laboratoire humide. Les algorithmes de conception des protéines tentent d'intégrer une flexibilité moléculaire supplémentaire dans le processus de conception en utilisant des ensembles avec des rotamères et squelettes continuellement flexibles. Donald développe également des algorithmes pour déterminer les structures de protéines biomédicales significatives. Par exemple, son algorithme de sous-groupe CRANS (Acta Crystallogr. D 2004 ; J. Biol. Chem. 2003), qui identifie les pics de rotation croisée compatibles avec une symétrie non cristallographique, est utilisé dans la détermination de la structure de l'enzyme dihydrofolate réductase-thymidylate synthase (DHFR-TS) de Cryptosporidium hominis, une avancée importante dans la biologie de Cryptosporidium. Il conçoit de nombreux algorithmes et protocoles de calcul pour extraire des informations structurelles à partir de données RMN, et utilise ces informations pour calculer les structures de protéines globulaires et d'homo-oligomères symétriques. Ses algorithmes se distinguent par une utilisation réduite de données et des garanties théoriques de complexité temporelle et spatiale (voir, par exemple, B.R. Donald et J. Martin. « Automated NMR Assignment and Protein Structure Determination using Sparse Dipolar Coupling Constraints. » Progress in NMR Spectroscopy 2009 ; 55(2) : 101-127). Donald est l'auteur de « Algorithms in Structural Molecular Biology », un manuel publié par MIT Press (2011).

## Vie privée
Donald est le fils de l'historien David Herbert Donald et de l'historienne et éditrice Aida DiPace Donald (en).

## Publications
Donald est l'auteur de plus de 100 publications. Parmi ses publications, on compte :
- Kinodynamic Motion Planning. Bruce Randall Donald, Patrick G. Xavier, John F. Canny, John H. Reif. J. ACM 40(5): 1048-1066 (1993).
- Phylogenetic classification of protozoa based on the structure of the linker domain in the bifunctional enzyme, dihydrofolate  reductase-thymidylate synthase. Robert H. O'Neil, Ryan H. Lilien, Bruce R. Donald, Robert M. Stroud and Amy C. Anderson. J Biol Chem 2003. 278(52):52980-7.
- Ryan H. Lilien, Chris Bailey-Kellogg, Amy C. Anderson et Bruce R. Donald, « A subgroup algorithm to identify cross-rotation peaks consistent with non-crystallographic symmetry », Acta Crystallogr D, vol. 60, no 6,‎ 2004, p. 1057–67 (PMID 15159565, DOI 10.1107/S090744490400695X, Bibcode 2004AcCrD..60.1057L, S2CID 249011865, CiteSeerx 10.1.1.152.8692)
- Lincong Wang, Ramgopal R. Mettu et Bruce R. Donald, « A Polynomial-Time Algorithm for De Novo Protein Backbone Structure Determination from NMR Data », Journal of Computational Biology, vol. 13, no 7,‎ 2006, p. 1276–1288 (PMID 17037958, DOI 10.1089/cmb.2006.13.1267, CiteSeerx 10.1.1.126.9049)
- S. Potluri, A. Yan, J. Chou, Bruce R. Donald et C. Bailey-Kellogg, « Structure Determination of Symmetric Homo-oligomers by a Complete Search of Symmetry Configuration Space Using NMR Restraints and van der Waals Packing », Proteins, vol. 65, no 1,‎ 2006, p. 203–219 (PMID 16897780, DOI 10.1002/prot.21091, S2CID 1500512, CiteSeerx 10.1.1.137.318)
- Ivelin Georgiev, Ryan H. Lilien et Bruce R. Donald, « The Minimized Dead-End Elimination Criterion and Its Application to Protein Redesign in a Hybrid Scoring and Search Algorithm for Computing Partition Functions over Molecular Ensembles », Journal of Computational Chemistry, vol. 29, no 10,‎ 2008, p. 1527–42 (PMID 18293294, PMCID 3263346, DOI 10.1002/jcc.20909)
- Cheng-, Yu Chen, Ivelin Georgiev, Amy C. Anderson et Bruce R. Donald, « Computational structure-based redesign of enzyme activity », Proceedings of the National Academy of Sciences, vol. 106, no 10,‎ 2009, p. 3764–9 (PMID 19228942, PMCID 2645347, DOI 10.1073/pnas.0900266106 , Bibcode 2009PNAS..106.3764C)
- J. Zeng, J. Boyles, C. Tripathy, L. Wang, A. Yan, P. Zhou et Bruce R. Donald, « High-Resolution Protein Structure Determination Starting with a Global Fold Calculated from Exact Solutions to the RDC Equations », Journal of Biomolecular NMR, vol. 45, no 3,‎ 2009, p. 265–281 (PMID 19711185, PMCID 2766249, DOI 10.1007/s10858-009-9366-3)